# Șevcenkivka, Novovoronțovka
Șevcenkivka (în ucraineană Шевченківка) este un sat în comuna Hreșcenivka din raionul Novovoronțovka, regiunea Herson, Ucraina.

## Demografie
Componența lingvistică a localității Șevcenkivka
     Ucraineană (94,6%)
     Rusă (5,4%)
Conform recensământului din 2001, majoritatea populației localității Șevcenkivka era vorbitoare de ucraineană (94,6%), existând în minoritate și vorbitori de rusă (5,4%).